# Кирпичная кладка

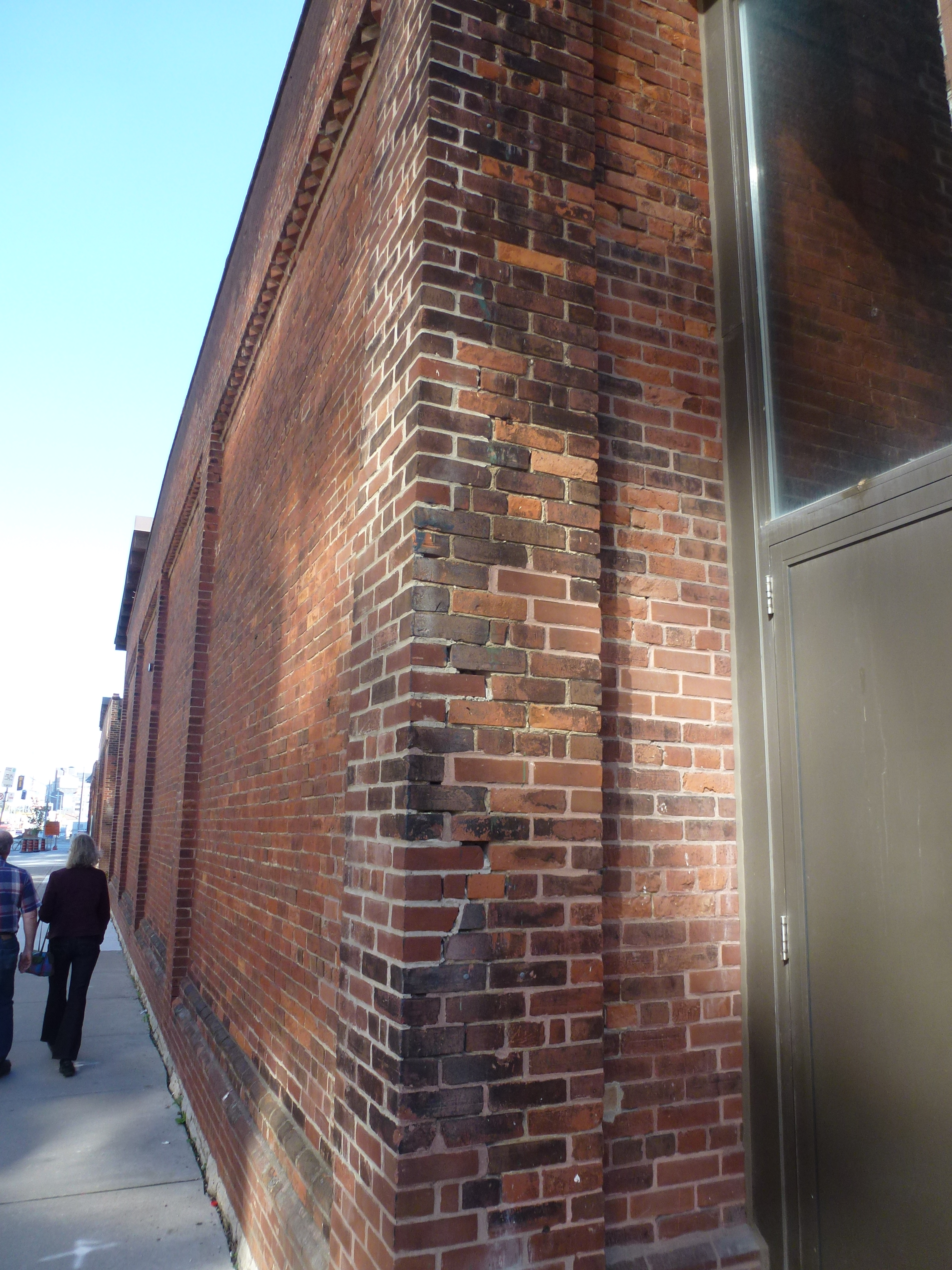
Стена из керамического кирпича

Кирпичная кладка — вид кладки строительной конструкции, выполненной из кирпичей, уложенных определённым образом и обычно закреплённых между собой строительным раствором. Специалист по устройству кирпичной кладки называется каменщиком.

## Терминология
- Верста — верхний ряд наружной (фасадной) стороны кладки, находится на противоположной стороне от каменщика; внутренний — на стороне каменщика[3].
- Забутка — пространство между наружной и внутренней верстой.
- Шов — пространство между кирпичами.
- Штраба — участок, выкладываемый перед перерывом в работе.
- Уступы — вид кладки, при которой часть стены смещена по вертикали по отношению ко всей стене.
- Напуск — вид кладки, при которой верхний ряд выступает над нижним по лицевой стороне стены, при этом выступ не превышает одной третьей длины кирпича.
- Обрез — вид кладки при которой верхний ряд по отношению к нижнему сдвигается вовнутрь по отношению к лицевой стороне стены; при этом, ряд кладки, к которому примыкает первый ряд обреза, кладётся ложком.
- Пилястра — выступающая часть в стене в виде столба, которая при кладке перевязывается с самой стеной[~ 1].
- Ложковый ряд — ряд кладки, при которой кирпич кладётся ложковой стороной кирпича наружу по отношению к наружной стороне стены.
- Тычковый ряд — ряд кладки по аналогии с ложковым, но наружу обращена тычковая сторона кирпича[~ 2][~ 3].

Шириной кирпичной кладки стен называется толщина стен, которая измеряется в длинах кирпича: 1 кирпич = 250 мм; 1,5 = 380 мм; 2 = 510 мм; 2,5 = 640 мм.

## История
Раскопки посёлка Мергарх показали, что технология кирпичной кладки известна человечеству ещё со времён первобытного общества, как минимум с VIII-го тысячелетия до н. э.

## Виды кирпичной кладки
Кладка из глиняного пустотелого или ячеистого камня
Свойства, малая теплопроводность позволяет уменьшить толщину стены на 20—25 % и снизить массу на 20—30 % по сравнению с кладкой из полнотелого кирпича. Применяют для строительства стен, столбов, дымовых труб, арок, сводов и т. п.
Кладка из силикатных пустотелых или полнотелых камней
Свойства по сравнению с легкобетонными камнями имеют бо́льшую теплопроводность, плотность, прочность, долговечность. Применяют в постройке внутренних и наружных стен.
Кладка из керамических полнотелых камней
Свойства: хорошая сопротивляемость влаге, высокая прочность, морозостойкость, небольшая плотность. Применяют для строительства стен, столбов, дымовых труб, арок, сводов, печей и т. п. при устройстве фундаментов и различных подземных сооружений.
Кладка из керамических пустотелых камней
Свойства: высокая теплоизоляция позволяет снизить толщину стены. Применяют для строительства наружных стен отапливаемых зданий, возведения перегородок.

## Технология возведения кирпичной кладки
Толщина кладки кратна размерам кирпича и обычно измеряется количеством длин кирпичей, укладываемых по толщине стены. Однослойная кладка, когда толщина стены равна ширине кирпича, считается кладкой в полкирпича.
Кирпич укладывают на слой раствора, стороной, которую называют постелью.
Толщина для горизонтальных швов от 10 мм до 15 мм для вертикальных швов от 8 мм до 15 мм. Швы могут быть заполнены раствором полностью до наружной грани стены или не полностью если кладка не несёт нагрузки. Швам, заполненным полностью, придают выпуклую форму или вогнутую.
Кладку, выполненную впустошовку, делают в тех случаях, когда необходимо оштукатурить или облицевать поверхность с помощью штукатурного раствора. При временном прекращении кладки или при не одновременной кладке пересечения стен оставляют так называемый штраб.
Так как при кирпичной кладке кирпич в конструкцию укладывают вручную, то при определённой высоте выложенной кладки работать становится неудобно — приходится высоко поднимать кирпич и раствор. При достижении такой высоты кладку прекращают и устанавливают подмостки или монтируют строительные леса.
Базовые правила кирпичной кладки
Кирпич достаточно хорошо работает на сжатие и плохо на изгиб, поэтому при возведении конструкции из кирпича необходимо обеспечить его работу только на сжатие. Это достигается выполнением определённых правил, которые называются правилами разрезки.
- 1-е правило — плоскости I порядка должны быть горизонтальными и перпендикулярны действию силы сжатия и параллельны между собой.
- 2-е правило — плоскости II и III порядка должны быть перпендикулярны плоскости I порядка и также взаимно перпендикулярны между собой.
- 3-е правило — нагрузка от каждого кирпича должна распределяться, как минимум, на два ниже лежащих. Выполнение 3-го правила разрезки обеспечивает совместную работу отдельных камней и исключает присутствие изгибающих усилий в отдельных камнях.

Приняты три системы перевязки швов:
1. однорядная (цепная);
2. трёхрядная;
3. многорядная.

При однорядной (цепной) перевязке один ряд кирпича укладывают ложком, второй — тычком. Тычковые ряды укладывают так, чтобы каждый второй кирпич перекрывал шов второй плоскости разрезки нижнего ряда на одну четверть кирпича относительно ложкового ряда. При этом швы кладки перекрываются в каждом ряду, что делает кладку более монолитной. Эти же приёмы используются и при восстановлении монолитности старой кирпичной кладки.
Кирпичная кладка измеряется в м2, когда кладка производится в полкирпича. При толщине в кирпич и более — в м3.

#### Применение
При помощи кирпичной кладки возводят мостовые опоры, стены зданий.

## Автоматизация возведения кирпичной кладки
Для изготовления стен может применять специальное оборудование, которое позволяет улучшить качество, увеличить скорость кладки и облегчить процесс для рабочего. Готовые стены с помощью специальной оснастки транспортируются на стройплощадку, где осуществляется их монтаж. Технология готовых стен представляет собой совокупность оборудования для изготовления стен, оснастки для транспортировки и монтажа.
Изготовление стен осуществляется с помощью специальной установки, в которой наиболее трудозатратные процессы (поднятие керамических блоков, их установка, замешивание и нанесение раствора) автоматизированы или максимально облегчены.
Преимущества технологии монтажа готовых стен:
- оператор всегда находится в эргономичном положении;
- применение ручного крана снижает усталость рабочего;
- замес раствора осуществляется автоматически;
- автоматическое нанесение раствора нужной толщины;
- облегчённое выставление керамических блоков;
- стабильно-высокое и контролируемое качество готовых стен.

## Инструменты и приспособления
Для работ с раствором
- Кельма и растворная лопата
- Бункер с челюстным затвором
- Растворный ящик

Для проверки и ведения кладки
- Порядовка — специальное приспособление; деревянная рейка с делениями, служит шаблоном для ровной, качественной кладки.
- Расшивка — для обработки швов в кладке.
- Прави́ло — прямое вытянутое алюминиевое изделие длиной 2 м.
- Причальные скобы и причальный шнур.
- Шаблон угла
- Уровень
- Рулетка
- Отвес (массой 0,2-1,0 кг).

Для рубки и тески кирпича
- Молоток-кирочка.

## Организации
Государственные регулирующие и технические органы
- CEN/TC 125[англ.] — технический орган, принимающий решения в рамках системы CEN (от англ. European Committee for Standardization — Европейский комитет по стандартизации), работающий над стандартизацией в области каменной кладки, включая натуральный камень, в Европейском союзе.

Ассоциации каменщиков
- Международный Союз Каменщиков и Объединённых Ремесленников[англ.]
- Ассоциация Американских Каменщиков[англ.]
- Международная Ассоциация Действующих Штукатурщиков и Цементоукладчиков[англ.]

### Нормативная
- СП 15.13330.2012 // Каменные и армокаменные конструкции. Актуализированная редакция СНиП II-22-81*. — М.: ТК 465 «Строительство», 2013.

Прочее
- Пособие по проектированию каменных и армокаменных конструкций (к СНиП II-22-81). — М.: ЦНИИСК им. Кучеренко Госстроя СССР, 1985.

### Техническая литература
- Ищенко И. И. Технология каменных и монтажных работ / 3. В. Михальчук, худ. ред. Т. В. Панина, тех. ред. Т. Д. Гарина, корректор Г. А. Чечёткина. — М.: «Высшая школа», 1976.
- Ищенко И. И. Каменные работы. — Учеб. для СПТУ. 5-е изд., перераб. и доп.; ил. — М.: «Высшая школа», 1987. — 240 с. — ISBN 5811412853. — ISBN 978-5-8114-1285-3.
- Лукьянов М. О. Искусство кирпичной кладки. — М.: Цитадель-трейд, 2003. — С. 173.
- Неелов В. А. Пособие по программированному обучению каменным работам. — М.: «Высшая школа», 1986.
- Шмелёв В. И. МДС 51-1.2000 // Основы технологии кирпичной кладки / Составитель В. И. Шмелёв. — Методическое пособие. — М.: ФГУП ЦПП, 2000. — 61 с. — 100 экз.